# Emmeloord (Schokland)
Ne doit pas être confondu avec Emmeloord.
Emmeloord est une localité disparue de l'ancienne île de Schokland aux Pays-Bas qui a été évacuée en 1858 par ordre d'un décret royal à cause des attaques incessantes de la mer et des risques d'inondation. Emmeloord, la capitale actuelle du Noordoostpolder, a été nommée en hommage à cette ancienne ville.

## Histoire

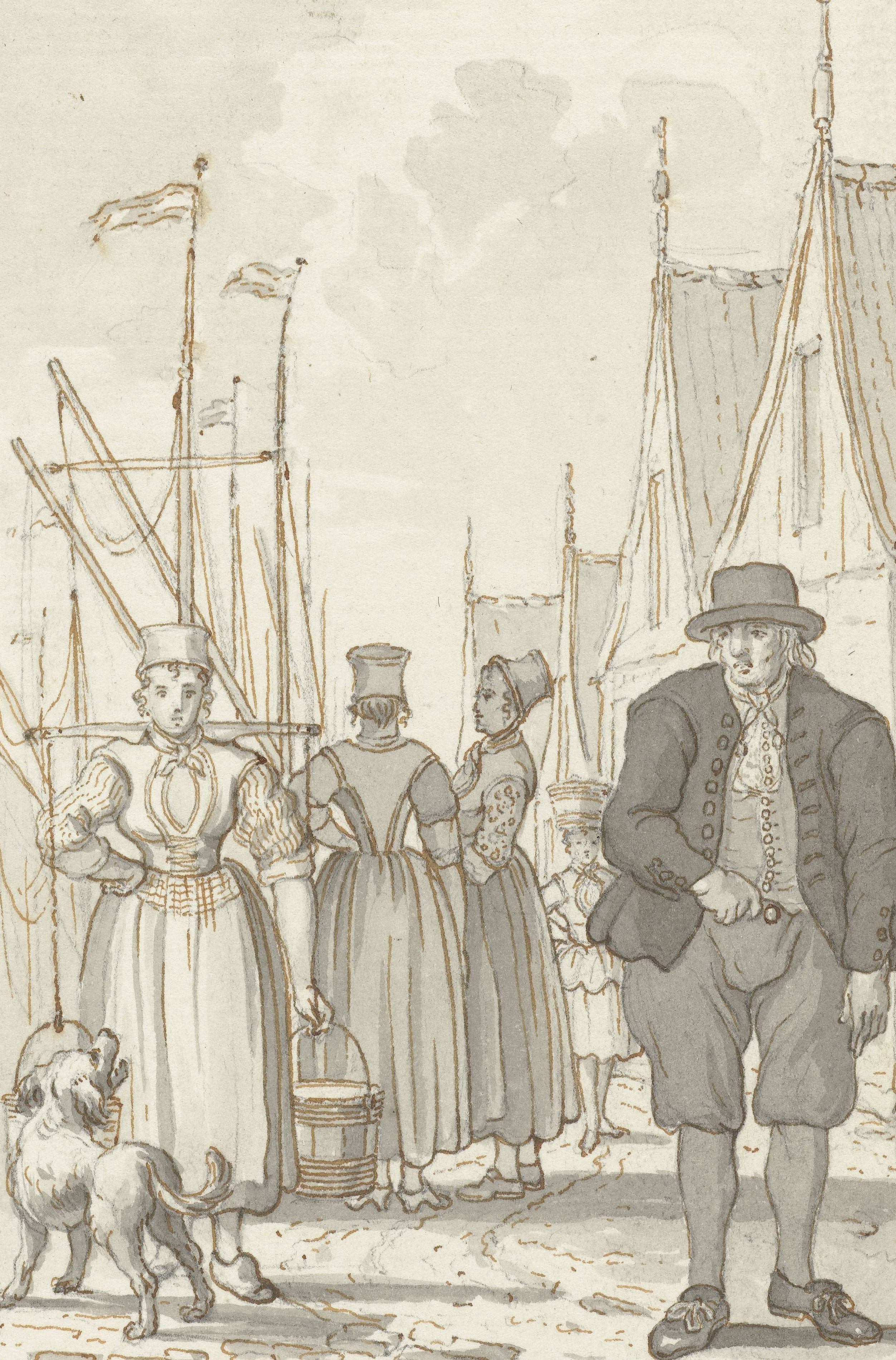
Habitants d'Emmeloord.

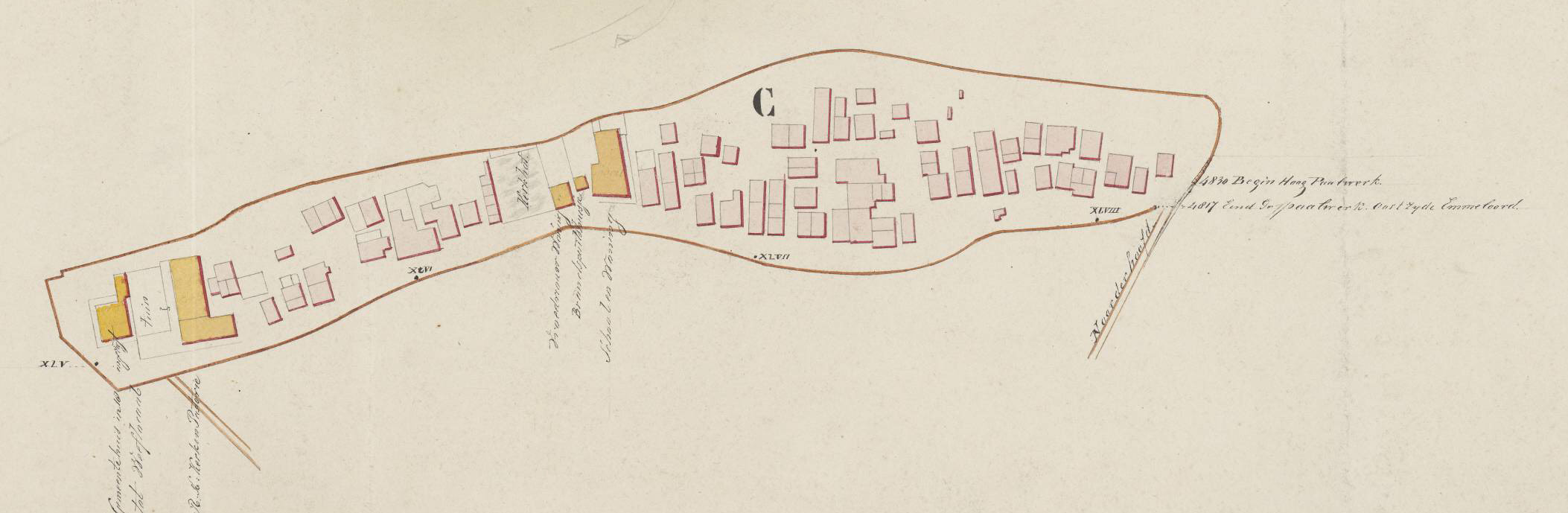
Plan de l'île de Schokland (probablement fin du (XVIIIe siècle). Emmeloord est situé à droite sur la carte.

L'île était sous la domination de la province de Hollande tandis que Ens faisait partie de la province de l'Overijssel. Entre 1614 et 1660 la ville d'Emmeloord et celle de Urk appartiennent à la famille van de Werve. En 1660, les deux villes passent sous le contrôle d'Amsterdam.
Selon le recensement de 1849, la majorité de ses habitants sont catholiques, alors que les autres villages de Schokland sont protestants.

## Évacuation
L'île a été évacuée en 1859 par décret du roi néerlandais Guillaume III. Plusieurs fonctionnaires sont restés sur place, notamment le gardien du phare.